# Daeseong-dong
Daeseong-dong (còn được gọi là Tae Sung Dong, Jayu-ui Maeul hay làng Tự Do) là một ngôi làng nhỏ của Hàn Quốc và rất gần biên giới với Cộng hòa Dân chủ Nhân dân Triều Tiên. Ngôi làng ở gần Khu vực an ninh chung cách cầu Không trở lại khoảng 1 km và cách thành phố Kaesong của Triều Tiên khoảng 12 km. Tính đến  năm 2018, Ngôi làng có 193 cư dân.
Daeseong-dong và làng Kijŏng-dong nằm bên lãnh thổ Triều Tiên là hai ngôi làng duy nhất được phép tồn tại trong Khu vực phi quân sự sau khi Hiệp định ngừng bắn 1953 được ký kết.

## Vị trí
Về mặt hành chính, làng Daeseong-dong thuộc xã Josan-ri, huyện Gunnae, thành phố Paju, tỉnh Gyeongi. Đây là nơi cư trú dân sự duy nhất trong khu vực phía nam của DMZ. Panmunjeom cách 1 km (0,6 mi) về phía đông bắc, và Đường phân giới quân sự thực tế chỉ cách làng 350 mét (1.150 foot) về phía tây. Chỉ những cư dân đã từng sống ở làng trước khi Chiến tranh Triều Tiên nổ ra hoặc con cháu của họ mới được phép chuyển đến sinh sống ở làng.
Daeseong-dong chỉ cách 1,6 km (1 mi) từ Kijong-dong, một ngôi làng ở Bắc Triều Tiên thuộc DMZ. Ở đây sự phân chia của Bán đảo Triều Tiên rất rõ ràng: có thể nhìn thấy những lá cờ quốc gia đối địch trên những cột cờ khổng lồ được dựng lên ở hai ngôi làng.
Trong khi phần phía nam của Khu phi quân sự được quản lý bởi Bộ Tư lệnh Liên Hợp Quốc, cư dân của làng Daesong-dong được xem là công dân Hàn Quốc và chịu sự điều chỉnh của luật pháp Hàn Quốc. Cư dân trong làng có một số quyền lợi đi kèm với các hạn chế mà không nơi nào trên lãnh thổ Hàn Quốc có được. Họ có quyền được bỏ phiếu và hưởng chế độ giáo dục như những nơi khác nhưng được miễn nghĩa vụ quân sự và thuế. Tuy nhiên dân làng cũng chịu một số hạn chế. Sự an toàn của dân làng là điều tối quan trọng vì lính Bắc Triều Tiên có thể và đã từng vượt qua biên giới. Khách viếng thăm làng phải đăng ký trước tối thiểu 2 tuần. Giờ giới nghiêm là 23:00.

## Kinh tế

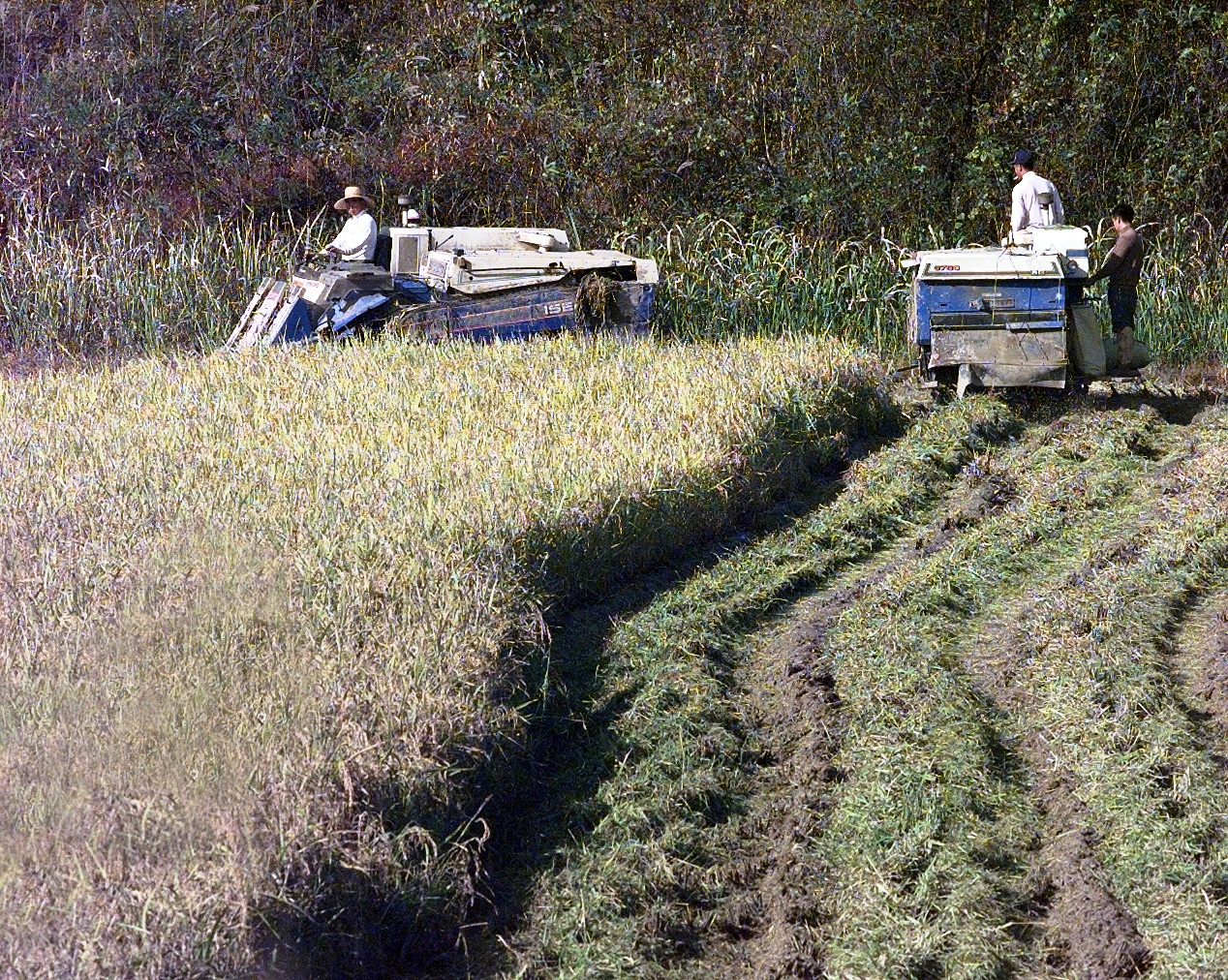
Người Hàn Quốc thu hoạch lúa ở Khu phi quân sự Liên Triều, 1988

Nông nghiệp là hoạt động kinh tế chủ đạo của làng. Các bao gạo được bán với nhãn hiệu DMZ.
Các cư dân trong làng cũng được cấp nhiều mảnh đất lớn và một số trong hộ thuộc nhóm những nông dân có thu nhập cao nhất Hàn Quốc.

## Giáo dục
Làng Daeseong-dong cũng có một trường tiểu học nhỏ cùng tên với làng. Ngôi trường, từng được lên kế hoạch đóng cửa do thay đổi nhân khẩu học của làng, hiện nay có tổng cộng ba mươi học sinh. Có một danh sách chờ đợi để vào học tại trường vì trường được tài trợ và quan tâm bởi chính phủ Hàn Quốc. Năm 2017, chỉ có 10 học sinh sống trong làng.

## Cuộc chiến cột cờ
Trong thập niên 1980, chính quyền Hàn Quốc cho xây dựng một cột cờ cao 98,4 m (323 ft) ở Daeseong-dong và treo lá cờ Hàn Quốc nặng 130 kilôgam (287 pound). Chính quyền Triều Tiên đáp trả bằng cách xây dựng cột cờ Bàn Môn Điếm cao 160 m (525 ft) tại làng Kijung-dong với lá cờ Triều Tiên nặng 270 kg (595 lb) tung bay cách đường biên giới chỉ 1,2 km (0,7 mi). Sự kiện này còn được gọi tên là Cuộc chiến cột cờ.
Tính đến năm 2014, cột cờ Bàn Môn Điếm là cột cờ cao thứ tư thế giới, xếp sau Cột cờ Dushanbe cao 165m ở Dushanbe, Tajikistan, Cột cờ Quảng trường Quốc Gia cao 162m ở thủ đô Baku của Azerbaijan và Cột cờ Jeddah ở Jeddah, Ả rập Xê út.